# Medgidia
Medgidia (rumænsk udtale:med͡ʒiˈdi.a eller med.d͡ʒiˈdi.a; historiske tyrkiske navne: Karasu, Carasu, Mecidiye eller Megidie) er en by i distriktet Constanța, Dobruja, i det sydøstlige Rumænien.
Byen har 34.612 (2021) indbyggere.

## Geografi
Medgidia ligger mellem Donau og Sortehavet, 39 kilometer fra Constanța.
Jorden er et lavt plateau med en kalkstensstruktur, der er dækket af tykke aflejringer af løss.
Naturressourcerne i området består af kalkstensaflejringer og kaolinsand. Jordens kalkstensstruktur giver mulighed for en naturlig filtrering af grundvandet.

## Historie
Arkæologiske fund viser, at Dobruja har været beboet siden bondestenalderen. Fra 46 f.Kr. blev regionen administreret af det Romerriget. Der blev bygget en castrum i Carasu-dalen, som blev vuggen for bosættelsen.
I 1417 invaderede Tyrkerne Dobruja. Fra det 15. århundrede begyndte regionen at blive koloniseret med en muslimsk befolkning. Bopladsen med navnet "Karasu" (tyrkisk for "sort vand") blev nævnt på Iehuda ben Zara's kort i 1497, i Paolo Giorgio's (1590) og Evliya Çelebi (1653) noter.
Det moderne Medgidia blev bygget af den osmanniske administration på det gamle Karasus plads fra 1856. Den blev bygget som en planlagt by for at huse flygtninge fra Krimkrigen og for at tjene som økonomisk knudepunkt for den centrale zone af Dobruja. Byen blev opkaldt til ære for sultan Abdülmecid I, den osmanniske hersker i perioden.
Efter Russisk-tyrkiske krig (1877-1878) blev Norddobruja en del af Rumænien. Medgidia var den sidste hovedstad i Silistra Nouă (1878-1879), inden det blev lagt sammen med distriktet Constanța.